# Arbeiter Illustrierte Zeitung

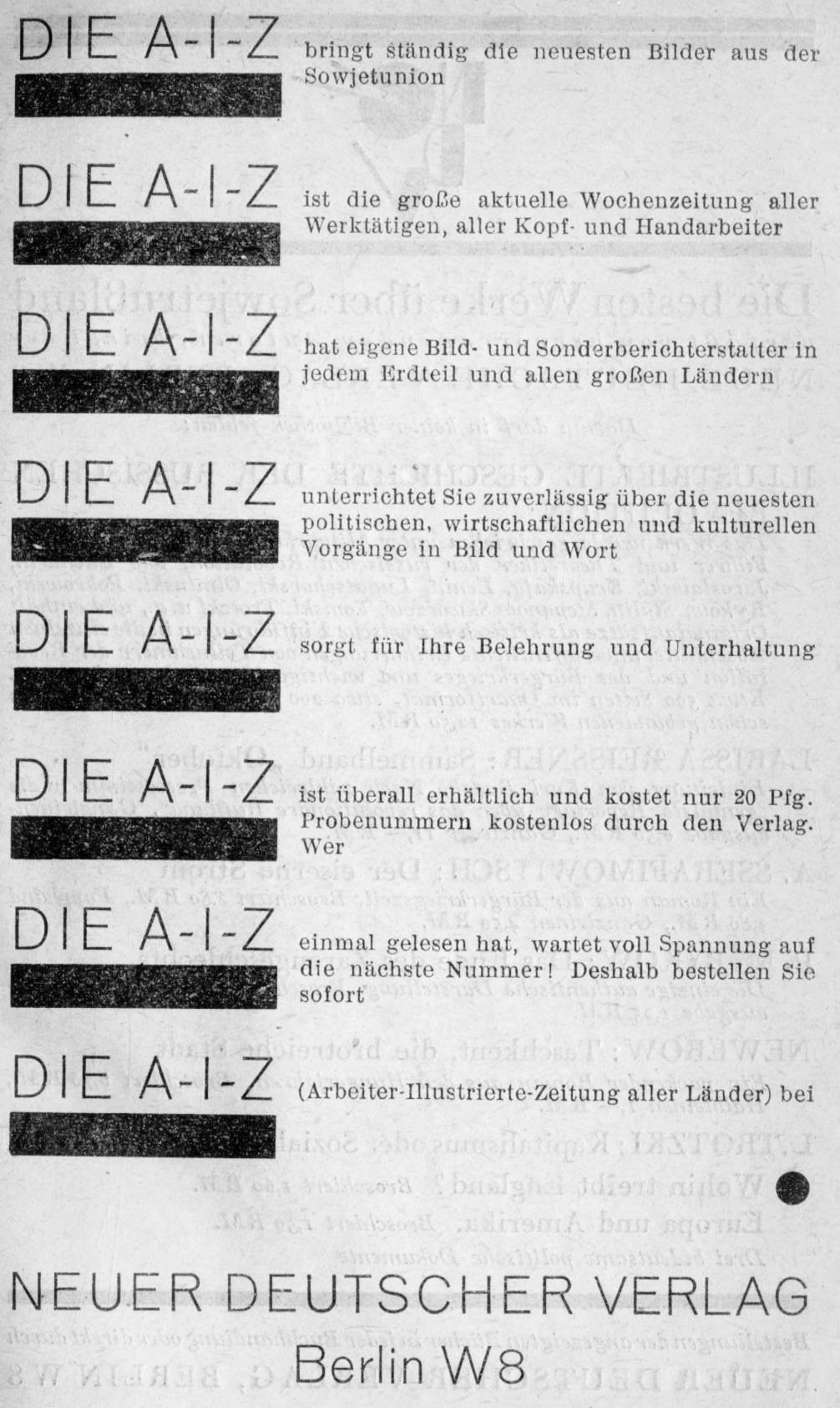
Publicité de 1928 pour AIZ.

L'Arbeiter Illustrierte Zeitung, souvent abrégé en AIZ (le « Journal illustré des travailleurs »), est un magazine hebdomadaire illustré allemand publié entre 1921 et 1938 à Berlin et de 1933 à 1938 en exil à Prague. Son fondateur est Willi Münzenberg.

## Histoire
Avec plus de 100 000 exemplaires diffusés par semaine dans les années 1920, l'AIZ a plus fort tirage de toute la presse en Allemagne pendant la République de Weimar.
Prônant des opinions antifascistes et pro-communistes, l'hebdomadaire est particulièrement connu pour les photomontages de propagande de John Heartfield publiés en couverture.

## Contributeurs
- Theodor Balk
- Fritz Erpenbeck
- John Heartfield
- Richard Peter
- Lenka Reinerová
- Erich Weinert